# 시미즈 토시미츠
시미즈 토시미츠(일본어: 清水 시미즈 도시미쓰[*], 1959년 12월 3일~)는 일본의 만화가다. 메이지대학 중퇴. 
1984년 『월간 소년 매거진』에 「우주로부터의 귀환」이 게재되어 데뷔했다.